# Beckocoris
Beckocoris is een geslacht van wantsen uit de familie van de Miridae (Blindwantsen). Het geslacht werd voor het eerst wetenschappelijk beschreven door Knight in 1968.

## Soorten
Het genus bevat de volgende soorten:

- Beckocoris brendae (Schuh, 2008)
- Beckocoris bullatus (Knight, 1968)
- Beckocoris inventarium (Schuh, 2008)
- Beckocoris laticephalus (Knight, 1968)
- Beckocoris lattini (Schuh, 2008)